# حرب الملك فيليب

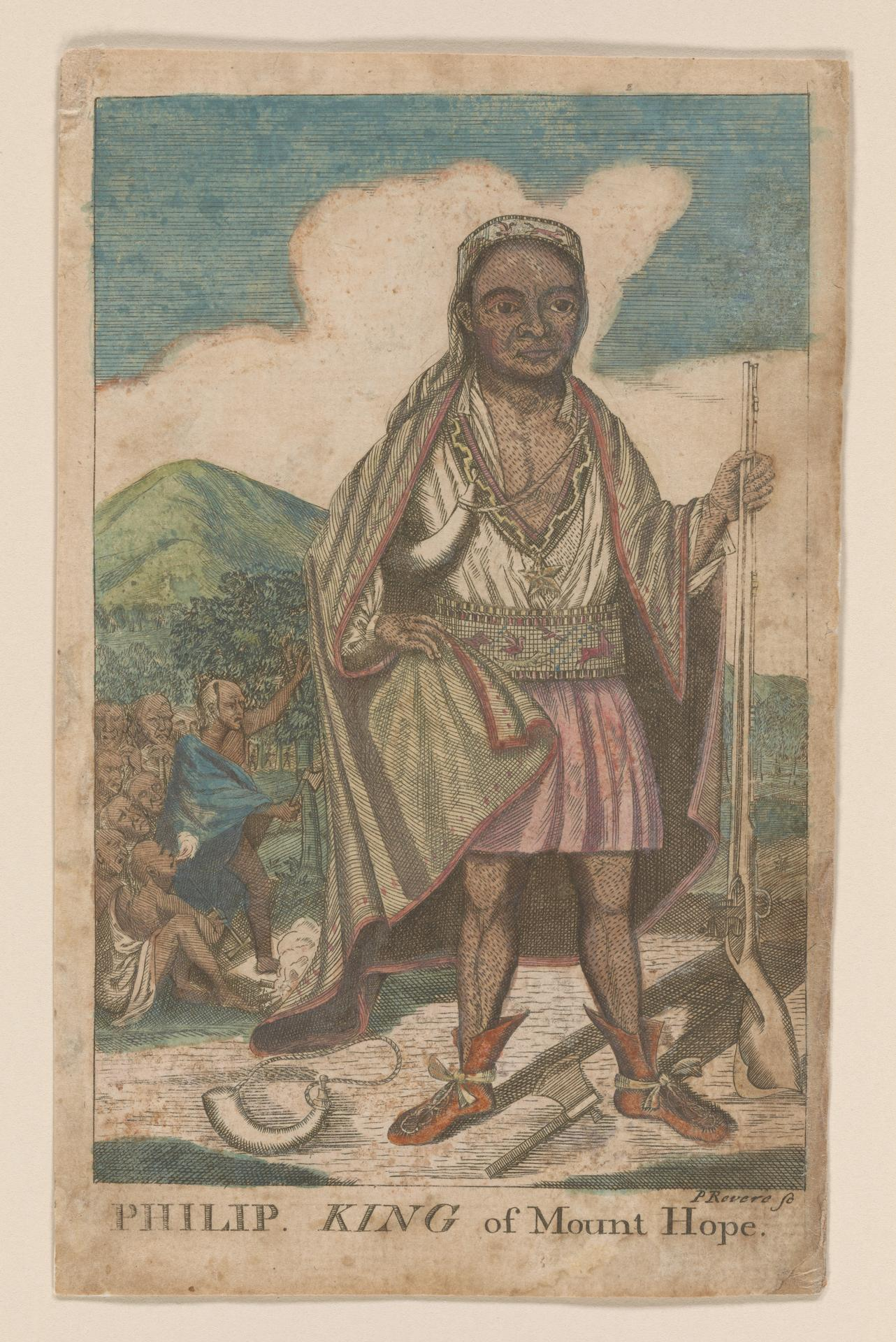
تمرد بوميتاكوميت من اجل الحرية

حرب الملك فيليب (تُسمى أحيانًا الحرب الهندية الأولى، أو حرب ميتاكوم، أو حرب ميتاكوميت، أو تمرد بوميتاكوميت، أو تمرد ميتاكوم) كانت نزاعًا مسلحًا في 1675-1678 بين السكان الأصليين في نيو إنجلاند والمستعمرين هناك وحلفائهم من السكان الأصليين. سميت الحرب باسم ميتاكوم، زعيم وامبانواغ الذي تبنى اسم فيليب بسبب العلاقات الودية بين والده ماساسويت ورحالة مايفلاور. استمرت الحرب في أقصى شمال نيو إنجلاند حتى توقيع معاهدة خليج كاسكو في أبريل عام 1678.
حافظ ماساسويت على تحالف طويل الأمد مع المستعمرين. كان ميتاكوم (1638-1676) ابنه الأصغر، وأصبح زعيمًا للقبيلة في عام 1662 بعد وفاة ماساسويت. ومع ذلك، ترك ميتاكوم تحالف والده بين وامبانواغ والمستعمرين بعد انتهاكات متكررة من قبل المستعمرين. أصر المستعمرون على أن اتفاقية السلام لعام 1671 يجب أن تتضمن تسليم بنادق السكان الأصليين. ثم شُنق ثلاثة أشخاص من وامبانواغ في مستعمرة بليموث عام 1675 وُقتل فردٌ آخر من وامبانواغ، ما زاد من حدة التوترات. هاجم السكان الأصليون المساكن والقرى في جميع أنحاء ماساتشوستس، ورود آيلاند، وكونيتيكت، ومين على مدى الأشهر الستة التالية، وردت أيضًا الميليشيات الاستعمارية على ذلك. بقي أفراد شعب الناراغانسيت محايدين، لكن العديد من أفراد الناراغانسيت شاركوا في غارات على معاقل الاستعمار والميليشيات، لذلك اعتبر القادة الاستعماريون أنهم انتهاكوا معاهدات السلام. حشدت المستعمرات أكبر جيش في نيو إنجلاند، وتألف من 1000 ميليشيا و150 من الحلفاء الأصليين، وحشدهم الحاكم يوشيا وينسلو لمهاجمة الناراغانسيت في نوفمبر 1675. هاجموا وأحرقوا القرى الأصلية في جميع أنحاء إقليم رود آيلاند، وبلغت ذروتها مع الهجوم على حصن الناراغانسيت الرئيسي في معركة المستنقع الكبير. قتل ما يقارب 600 من الناراغانسيت، ثم سيطر زعماء وقادة الناراغانسيت على التحالف المحلي. دفعوا الحدود الاستعمارية للخلف في مستعمراتهم خليج ماساتشوستس، وبليموث، ورود آيلاند، وأحرقوا في طريقهم قرى، بما في ذلك بروفيدنس في 1676 مارس. ومع ذلك، هزمت الميليشيا الاستعمارية التحالف المحلي. وبنهاية الحرب دُمرت قوى وامبانواغ وحلفائهم من الناراغانسيت نهائيًا. في 12 أغسطس عام 1676، فر ميتاكوم إلى مونت هوب حيث قتل هناك على يد الميليشيا.
كانت الحرب أعظم كارثة حصلت في نيو إنجلاند بالقرن السابع عشر، ويعتبرها الكثيرون أشرس حرب في التاريخ الأمريكي الاستعماري. في غضون أكثر من عام بقليل، دُمرت 12 مدينة في المنطقة وتضرر العديد منها، وتعرض اقتصاد مستعمرتي بليموث ورود آيلاند للتدمير تقريبًا وهلك سكانها، وفقد عُشر الرجال المتاحين للخدمة العسكرية. تعرض أكثر من نصف مدن نيو إنجلاند للهجوم من قبل السكان الأصليين. أُعدم المئات من وامبانواغ وحلفائهم، وترك الوامبانواغ بلا أرض فعليًا.
بدأت حرب الملك فيليب بتطوير هوية أمريكية مستقلة. واجه مؤسسو إنجلترا الجديد أعدائهم دون دعم من أي حكومة أو جيش أوروبي، وهذا بدأ بمنحهم هوية جماعية منفصلة ومميزة عن بريطانيا.

## السياق التاريخي
أُنشئت مستعمرة بليموث في عام 1620 بمساعدة كبيرة في وقت مبكر من السكان الأصليين المحليين، لا سيما سكوانتو وماساويت. أسس المستعمرون اللاحقون سالم، وبوسطن، وعددًا من المدن الصغيرة حول خليج ماساتشوستس بين عامي 1628 و 1640، خلال فترة الهجرة الإنجليزية المتزايدة. توسع المستعمرون تدريجيًا في أراضي عدد من القبائل الناطقة باللغة الألغونكوية في المنطقة. قبل حرب الملك فيليب، كانت العلاقات متقلبة بين القبائل الأصلية والمستعمرين، لكن بشكل عام كانت العلاقات سلمية.
طورت كل من مستعمرات رود آيلاند، وبليموث، وخليج ماساتشوستس، وكونيتيكت، ونيو هافن علاقات منفصلة مع مستعمرات وامبانواغ، ونيبموكس، وناراغانسيتس، وموهيغان، وبيكوات، والقبائل الأخرى في نيو إنجلاند، التي كانت لأراضيها تاريخيًا حدود مختلفة. مع زيادة عدد السكان الاستعماريين، وسع سكان نيو إنجلاند مستوطناتهم على طول السهل الساحلي للمنطقة وحتى وادي نهر كونيتيكت. بحلول عام 1675، أنشأوا عددًا قليلًا من المدن الصغيرة في الداخل بين مستوطنات بوسطن ونهر كونيتيكت.
دخلت قبيلة وامبانواغ تحت قيادة ميتاكوميت في اتفاقية مع مستعمرة بليموث واعتقدوا أنه يمكنهم الاعتماد على المستعمرة للحماية. ومع ذلك، في العقود التي سبقت الحرب، توضح لهم أن المعاهدة لا تعني أنه لم يُسمح للمستعمرين بالاستيطان في مناطق جديدة.

### فشل الدبلوماسية
أصبح ميتاكومت زعيم قبيلة بوكانكيت وكبير زعماء تحالف وامبانواغ في عام 1662 بعد وفاة شقيقه الأكبر كبير زعماء وامسوتا (سماه المستعمرين «الإسكندر»)، الذي خلف والدهم ماساسويت (1661) كزعيم. كان ميتاكومت معروفًا لدى المستعمرين قبل أن يترقى ليصبح زعيم رئيسي لوامبانواغ، لكنه لم يثق بالمستعمرين.
أقر مستعمرو بليموث قوانين تجعل التجارة مع وامبانواغ غير قانونية. علموا أن وامسوتا باع قطعة أرض إلى روجر ويليامز، لذلك اعتقل الحاكم يوشيا وينسلو وامسوتا، على الرغم من أن الوامبانواغ الذين عاشوا خارج الولاية القضائية الاستعمارية لم يكونوا مسؤولين أمام قوانين مستعمرة بليموث. بدأ ميتاكومت التفاوض مع قبائل ألجونكويان الأخرى ضد مستعمرة بليموث بعد وقت قصير من وفاة والده وشقيقه.

### تعداد السكان
بلغ عدد المستعمرين في نيو إنجلاند نحو 65000 شخص. كانوا يعيشون في 110 مدن، من بينها 64 مدينة في مستعمرة خليج ماساتشوستس، والتي شملت بعد ذلك الجزء الجنوبي الغربي من ولاية مين. كانت المدن تضم حوالي 16000 رجل في سن التجنيد كانوا جميعًا تقريبًا جزءًا من الميليشيا، حيث كان التدريب الشامل سائدًا في جميع مستعمرات نيو إنجلاند. بنت العديد من البلدات حاميات قوية للدفاع، والبعض الآخر كان لديه أسوار تحيط بمعظم المنازل. تُخلي عن بعض البلدات ذات الكثافة السكانية المنخفضة في حال لم يكن لديها ما يكفي من الرجال للدفاع عنها.
كان لكل بلدة ميليشيات محلية تعتمد على جميع الرجال المؤهلين الذين اضطروا إلى إمدادهم بالسلاح. أُعفي من الخدمة العسكرية فقط أولئك الذين كانوا كبارًا جدًا، أو صغارًا جدًا، أو عاجزين، أو رجال دين. اعتادت الميليشيات أن تمارس فقط الحد الأدنى من التدريب، وكان أداؤها في البداية ضعيفًا نسبيًا بمواجهة السكان الأصليين المتنازعين، إلى أن وُضعت برامج تدريب وتكتيكات أكثر فعالية. عُثر على قوات مشتركة لمتطوعي الميليشيات ومتطوعين من الحلفاء الأصليين وكانوا أكثر فعالية. بلغ عدد الحلفاء الأصليين للمستعمرين حوالي 1000 من موهيغان، وبراينغ مع حوالي 200 محارب.